# TotalEnergies Gabon
TotalEnergies EP Gabon est une filiale de TotalEnergies.

## Histoire
Dénommée Société des Pétroles d’Afrique Equatoriale Française à sa création, le 30 juillet 1949, la SPAEF a fait admettre ses actions à la cote officielle le 8 avril 1958. En juin 1960, le Bureau de recherche de pétrole créé une entreprise publique de raffinage et de distribution, l'Union générale des pétroles (UGP), par la réunion de la SN REPAL, de la RAP et du Groupement des exploitants pétroliers (GEP). La SPAEF intègre alors l'UGP.
A partir de 1966, l'Entreprise de recherches et d'activités pétrolières (ERAP) filialise les principales entreprises du secteur pétrolier. À la suite de la création de la marque ELF le 27 avril 1967, la SPAEF devient Elf-SPAFE en 1968 et Elf Gabon le 18 juillet 1973. La raison sociale de la société devient Total Gabon le 18 septembre 2003 à la suite de la fusion des Groupes Elf et TotalFina. Elle deviendra TotalEnergies EP Gabon le 25 novembre 2021, à la suite du changement de dénomination de la compagnie TotalEnergies,

## Présidents du conseil d'administration
- André Tarallo 1978/....
- Michel Bénézit  ..../2003
- Jean Privey 2003/....